# Michelangelo Ricci

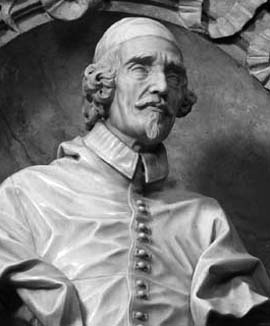
Kardinal Ricci (Büste von Domenico Guidi in der Kirche Sant Pasquale, Rom; Ende 17. Jhd.)

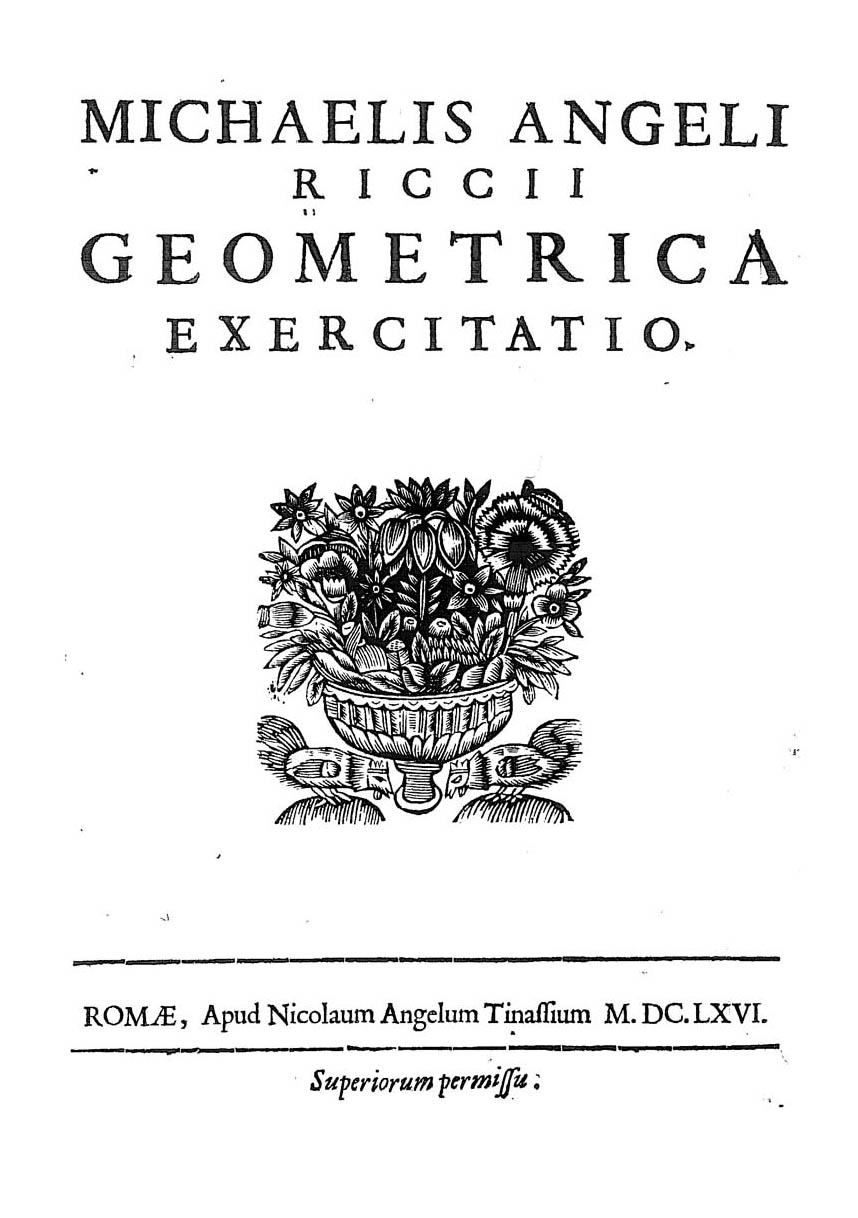
Geometrica exercitatio, 1666

Michelangelo Ricci (* 30. Januar 1619 in Rom; † 12. Mai 1682 ebenda) war ein italienischer Kardinal und Mathematiker.

## Leben
Ricci war wie sein Freund Evangelista Torricelli Schüler von Benedetto Castelli, Professor für Mathematik an der Universität Rom und Freund von Galileo Galilei. Torricelli unterrichtete Ricci und andere Schüler, wenn Castelli aus Rom abwesend war in Vertretung. Hauptsächlich studierte Ricci aber Jura und Theologie, wobei er sich mit dem Mathematiker René de Sluze anfreundete, der dort ebenfalls Jura studierte. Danach arbeitete Ricci für die katholische Kirche (ohne jemals zum Priester geweiht zu sein), war Sekretär der Kongregation für Ablässe und Reliquien, war Berater der Inquisition und wurde sogar im September 1681 durch Papst Innozenz XI. zum Kardinal erhoben (wogegen er sich anfänglich sträubte). Kurz darauf erfolgte noch 1681 seine Ernennung zum Kardinaldiakon von Santa Maria in Aquiro.
In diesen Funktionen bemühte er sich, Konfrontationen der Kirche mit den sich entwickelnden modernen Naturwissenschaften (wie sie im Fall Galilei eskalierten) zu dämpfen. Beispielsweise korrespondierte er über der Kirche offiziell akzeptable Formulierungen mit dem Galilei-Schüler und Physiker Vincenzo Viviani, als dieser an einer Galilei-Biographie schrieb.
Michelangelo Ricci ist heute vor allem wegen seiner mathematischen Veröffentlichung Exercitatio geometrica, De maximis et minimis von 1666 bekannt (auch als Anhang zur Logarithmo-technica von Nicolaus Mercator 1668 nachgedruckt). Es ist dem Gelehrten Stefano Gradi (Stjepan Gradić; 1613–1683), Kustos der Vatikanbibliothek, gewidmet. Darin bestimmt er das Maximum von {\displaystyle x^{m}\cdot {(x-a)}^{n}} und die Tangente von {\displaystyle y^{m}=k\cdot x^{n}}. Darin findet sich auch ein frühes Beispiel für Vollständige Induktion. Sein Ruf als Mathematiker bei seinen Zeitgenossen beruhte aber vor allem auf seinem Briefwechsel unter anderem mit Torricelli, Christophorus Clavius, Viviani und De Sluze, worin sich Resultate von Ricci zum Beispiel über Verallgemeinerungen von Zykloiden und Spiralen finden. In einem Brief von 1668 findet sich eine explizite Formulierung des Fundamentalsatzes der Analysis (Tangente und Flächenbestimmung als zueinander inverse Operationen). Torricelli teilte ihm brieflich seine Barometerexperimente mit und Ricci diskutierte darüber mit Marin Mersenne, als dieser 1644 Rom besuchte.
Ein Manuskript über Algebra in Genua zeigt seine Vertrautheit mit der algebraischen Forschung in der Folge von François Viète.
Bonaventura Cavalieri wünschte ursprünglich, dass Torricelli (der aber auch bald darauf starb) und Ricci seine nachgelassenen Schriften herausgeben, wozu Ricci aber keine Zeit fand.
Er war korrespondierendes Mitglied der Mediceischen Accademia del Cimento in Florenz (der Viviani und andere angehörten) und stand auch mit Leopoldo de’ Medici in Briefwechsel. Er gründete 1668 mit Giovanni Giustino Ciampini (1633–1698) und Francesco Nazari (1634–1714) die Zeitschrift Giornale de letterati, deren Herausgabe er 1675 abgab. Er gehörte zum Umkreis der abgedankten ehemaligen Königin Christina von Schweden in Rom.
Ricci litt zeitlebens an epileptischen Anfällen.
Kardinal Ricci liegt in der Kirche San Francesco a Ripa in Rom begraben.